# Tunguda (stacja kolejowa)
Tunguda (ros. Тунгуда, krl. Tunguo) – stacja kolejowa w miejscowości Tunguda, w rejonie biełomorskim, w Karelii, w Rosji. Położona jest na linii Wołchow - Murmańsk.